# Colpochila taylori
Colpochila taylori är en skalbaggsart som beskrevs av Szito 1994. Colpochila taylori ingår i släktet Colpochila och familjen Melolonthidae. Inga underarter finns listade i Catalogue of Life.